# St. Bartholomäus (Bad Brückenau)

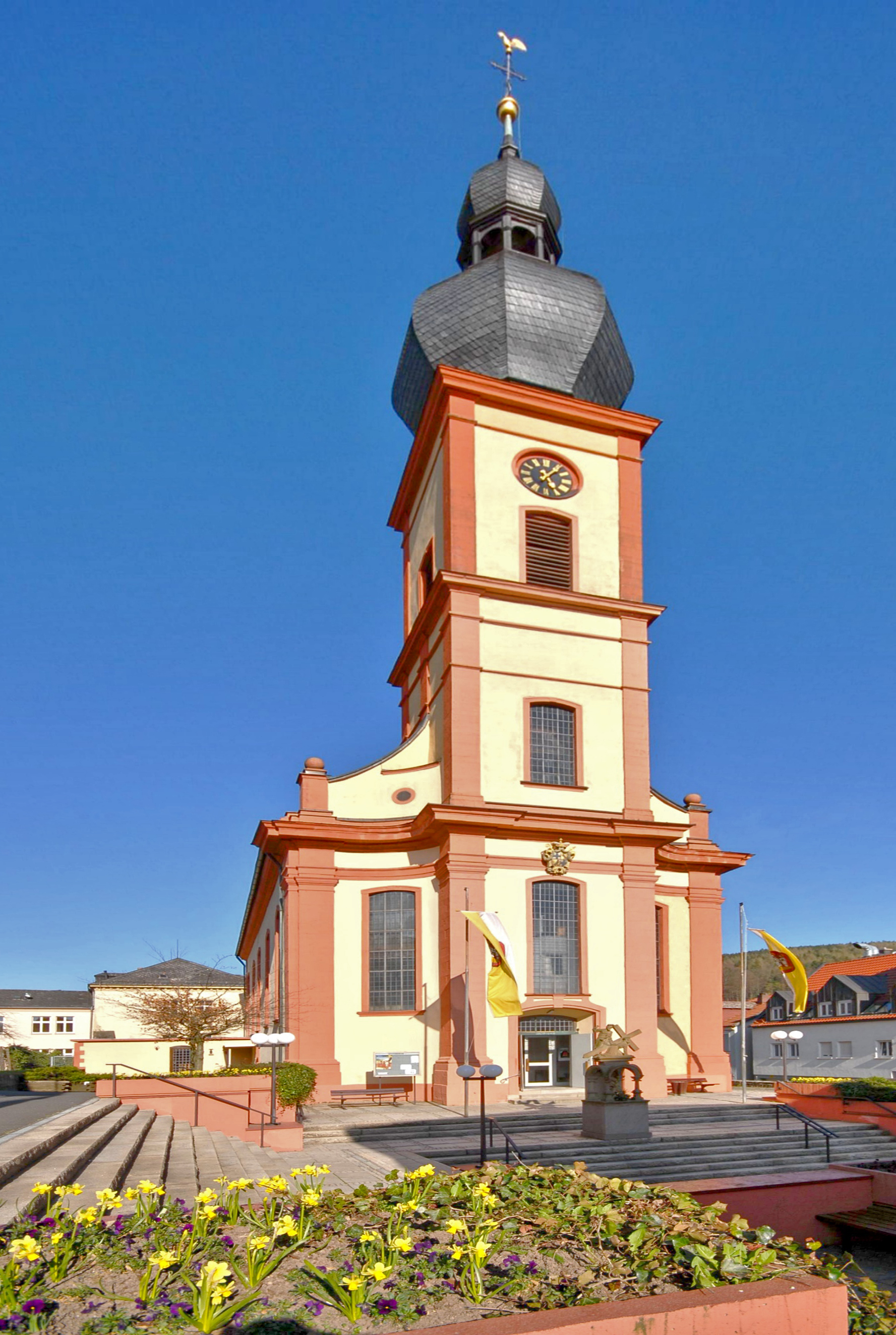
St. Bartholomäus, Bad Brückenau

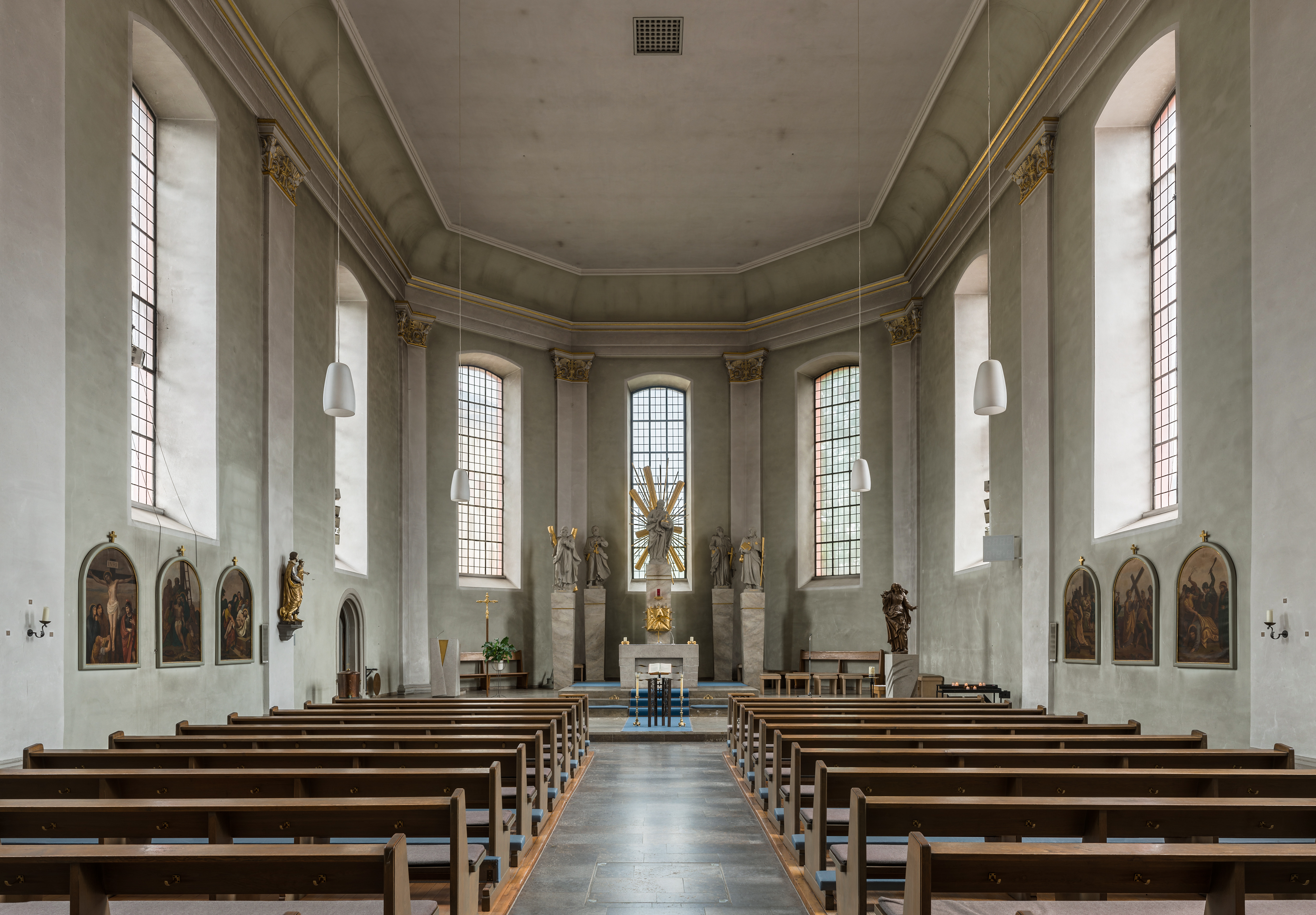
Innenansicht

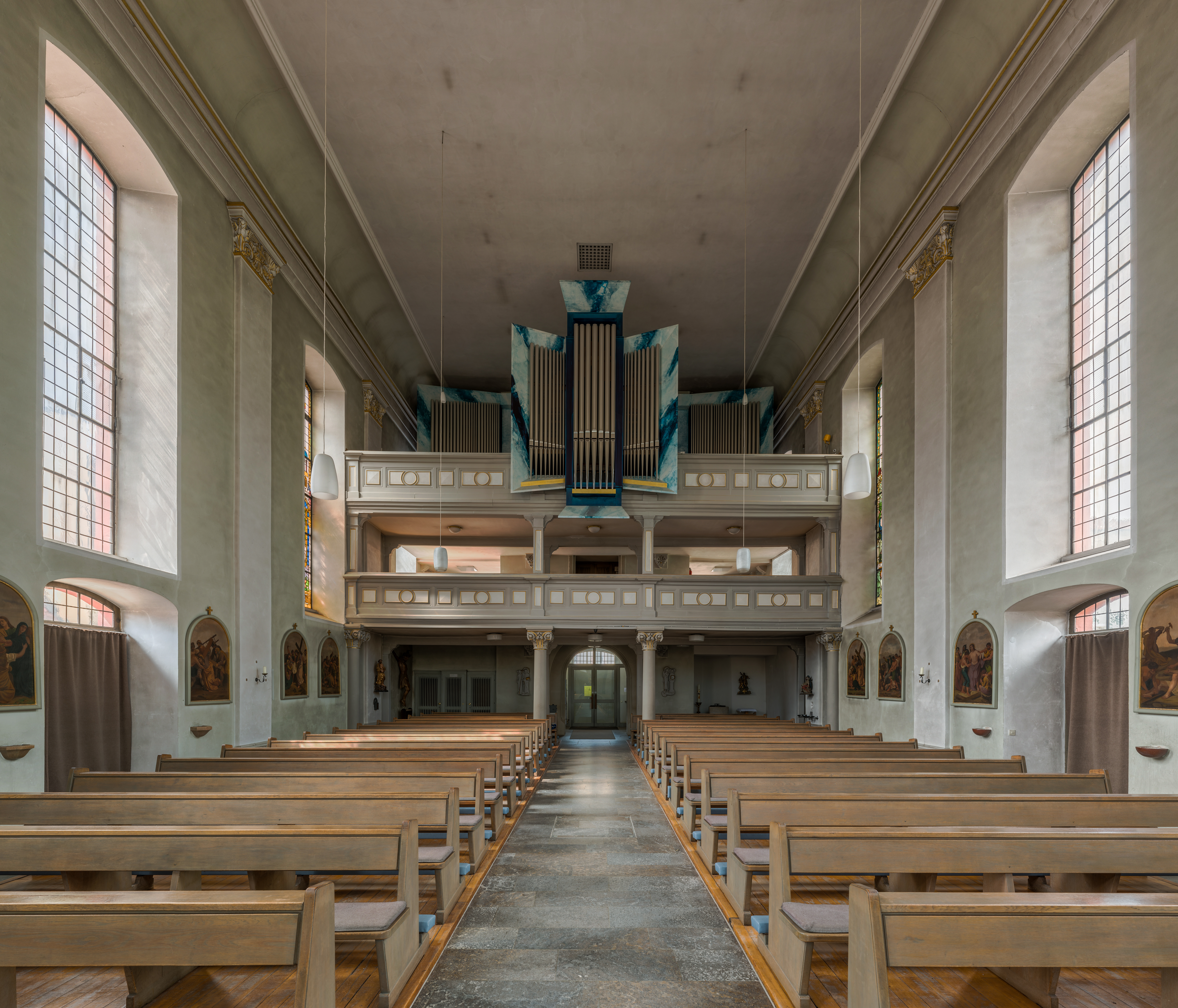
Orgel-Empore

Die Stadtpfarrkirche St. Bartholomäus ist eine katholische Kirche in Bad Brückenau. Die Stadtpfarrei St. Bartholomäus gehört zur Pfarreiengemeinschaft St. Georg – Maria Ehrenberg im Dekanat Bad Kissingen. Stadtpfarrer ist seit 2019 Hans Thurn.

## Geschichte
Die Pfarre von Brückenau entstand als Filialkirche von Oberleichtersbach. Am Standort der heutigen Stadtpfarrkirche lassen sich mehrere Vorgängerbauten nachweisen. Eine um 840 belegte hölzerne Kirche wurde im 10. Jahrhundert durch einen Steinbau ersetzt, der um 1200 nach Westen erweitert und mit einem wehrhaften Turm ergänzt wurde. Um 1360 erfolgte die Gotisierung des Kirchenbaus und der Anbau eines Chorraums im Osten.
Erst 1694 wurde Brückenau selbständige Pfarrei. Aus Platzmangel beschloss man 1780 den Abbruch der alten Kirche. Mit der Planung des Neubaus wurde der Brückenauer Baumeister Johann Georg Link betraut. Er entwarf einen Bau von 31 × 14 Metern Grundfläche und 10,5 Metern Höhe in einfachen spätbarocken Formen. Die Einweihung fand am 20. Juli 1783 durch den Fuldaer Weihbischof Lothar Freiherr von Breidbach zu Burresheim statt. Der Einbau der Orgel erfolgte 1784 durch Daniel Suckfüll aus Untererthal.
Nach dem großen Stadtbrand von 1876 wurde die Kirche von 1877 bis 1879 wieder aufgebaut.

## Orgel und Glocken
Bruno Müller aus Aschaffenburg baute eine neue Orgel, die Glocken kamen von den Gebrüdern Klaus in Heidingsfeld. 1951 und 1970 bis 1972 fanden grundlegende Innenrenovierungen statt. Dabei erhielt die Kirche ihre dritte Orgel durch die Firma Bernhard Schmidt (Gelnhausen). Das heutige Instrument ist eine zweimanualige Orgel mit 32 Registern und einem Vorabzugregister von Orgelbau Romanus Seifert (Kevelaer), die am 8. Februar 2009 durch den damaligen Würzburger Weihbischof em. Helmut Bauer geweiht wurde. Das Instrument hat folgende Disposition:
| I Hauptwerk C–g3 |                    |       |
| 1.               | Bourdon            | 16′   |
| 2.               | Principal          | 8′    |
| 3.               | Gedackt            | 8′    |
| 4.               | Salicional         | 8′    |
| 5.               | Octav              | 4′    |
| 6.               | Flöte              | 4′    |
| 7.               | Quinte             | 2 ⁄3′ |
| 8.               | Octave             | 2′    |
|                  | Quinte (aus Nr. 9) | 1 ⁄3′ |
| 9.               | Mixtur IV          | 1 ⁄3′ |
| 10.              | Cornett V (ab c1)  | 8′    |
| 11.              | Trompete           | 8′    |
|                  | Tremulant          |       |

| II Schwellwerk C–g3(g4) |                       |        |
| 12.                     | Salizet               | 16′    |
| 13.                     | Principal             | 8′     |
| 14.                     | Bourdon               | 8′     |
| 15.                     | Tibia                 | 8′     |
| 16.                     | Gamba                 | 8′     |
| 17.                     | Vox Coelestis (ab c0) | 8′     |
| 18.                     | Fugara                | 4′     |
| 19.                     | Traversflöte          | 4′     |
| 20.                     | Flageolet             | 2′     |
| 21.                     | Nasat                 | 2 ⁄3′  |
| 22.                     | Terz                  | 1 3⁄5′ |
| 23.                     | Mixtur IV             | 2′     |
| 24.                     | Horn                  | 8′     |
| 25.                     | Oboe                  | 8′     |
|                         | Tremulant             |        |

| Pedal C–f1 |           |     |
| 26.        | Violon    | 16′ |
| 27.        | Subbass   | 16′ |
| 28.        | Octavbass | 8′  |
| 29.        | Bourdon   | 8′  |
| 30.        | Octavbass | 4′  |
| 31.        | Posaune   | 16′ |
| 32.        | Trompete  | 8′  |

- Koppeln:
  - Normalkoppeln: I/P, II/P, II/I
  - Suboktavkoppeln: II/I, II/II
  - Superoktavkoppeln: II/I, II/II
- Nebenregister: Röhrenglocken 8′ (spielbar in beiden Manualwerken und im Pedal)

Die vier Glocken im Kirchturm haben die Töne e’ — g’ — a’ — h’.